# Ercole Carletti
Ercole Carletti (Udine, 1877 - 1946) fou un escriptor i periodista friülà. Fou un dels impulsors de la Societat Filològica Friülana el 1919 i va escriure poesia influïda pel crepuscularisme italià i teatre, alhora que col·laborà en l'edició de poesies populars, en edicions de poesia musical, i en el Vocabolario friulano del 1935 amb Ugo Pellis i Dolfo Zorzut.

## Obres
- Poesie friulane (1920)
- Mariute (1922)